# Unión Internacional del Transporte Público
La Unión Internacional de Transporte Público (UITP) es una organización sin ánimo de lucro para autoridades de transporte público de viajeros y operadores, decisores de políticas, institutos científicos y proveedores de transporte público e industria de servicios. La asociación se fundó el 17 de agosto de 1885 por el rey Leopoldo II de Bélgica en Bruselas, Bélgica, para apoyar el tranvía belga y las industrias del acero. UITP apoya una aproximación holística a la movilidad urbana y defiende el desarrollo de transporte público y la movilidad sostenible. Su presidente desde 2017 es el catalán Pere Calvet Tordera, que se desempeñó como director general de Ferrocarriles de la Generalidad de Cataluña (FGC).

## Organización
UITP representa una red internacional con 1.800 empresas asociadas, localizadas en 100 países y cubre todos los modos de transporte público: metro, raíl ligero, ferrocarriles regionales y suburbanos, autobús, y transporte barcario. También representa al transporte colectivo, en su sentido más amplio.